# Eupithecia peterseni
Eupithecia peterseni är en fjärilsart som beskrevs av Wagner 1914. Eupithecia peterseni ingår i släktet Eupithecia och familjen mätare. Inga underarter finns listade i Catalogue of Life.